# Cephalocoema meridionalis
Cephalocoema meridionalis är en insektsart som beskrevs av Piza Jr. 1977. Cephalocoema meridionalis ingår i släktet Cephalocoema och familjen Proscopiidae. Inga underarter finns listade i Catalogue of Life.